# Kleekrebs
Kleekrebs (Sclerotinia trifoliorum) ist eine Pilzart aus der Ordnung der Helotiales. Die Art ist ein Phytopathogen, sie befällt Arten der Gattung Klee (Trifolium) aber auch andere Hülsenfrüchtler (Fabaceae).

## Beschreibung
Die braunen Fruchtkörper (Apothecium) entspringen einzeln einem schwärzlichen Sklerotium. Sie sind mehr oder weniger schüsselförmig und lang gestielt. Die Fruchtkörper haben einen Durchmesser von etwa 8 Millimeter. Die Ascosporen sind ellipsoid, 12 bis 18 Mikrometer lang und zwischen 6 und 10 Mikrometer breit. Das Myzel ist weiß.

## Verbreitung
Die Art findet sich an der Basis der Sprossachse (nicht jedoch an den Wurzeln) von Pflanzen der Gattung Klee (Trifolium) aber auch anderer Hülsenfrüchtler (Fabaceae). Sie ist weltweit verbreitet und wird in Europa besonders in schneereichen Gebieten als Auswinterung wahrgenommen.

## Ökologie
Im späten Winter und frühen Frühling beginnt die Sprossachse der befallenen Pflanzen zu faulen. Die Pflanzen verfärben sich schwarz und beginnen abzusterben. Sie werden von weißem Mycel überzogen, das sich zu Sklerotien gruppiert und dann schwarz verfärbt. Das Mycel kann auch über feuchte Erde kriechen und so andere Pflanzen infizieren.